# Sicalis flaveola
Sicalis flaveola е вид птица от семейство Тангарови (Thraupidae).

## Разпространение
Видът е разпространен в Аржентина, Аруба, Боливия, Бразилия, Венецуела, Гвиана, Еквадор, Кайманови острови, Колумбия, Панама, Парагвай, Перу, Пуерто Рико, Суринам, Тринидад и Тобаго, Уругвай, Френска Гвиана и Чили.